# موریس کامارا
موریس کامارا (انگلیسی: Maurice Camara؛ زادهٔ ۱۷ سپتامبر ۱۹۷۷) بازیکن فوتبال اهل گینه بود.
وی همچنین در تیم ملی فوتبال گینه بازی کرده است.